# Alrico
(Istoria dell'Italia occidentale. Libro IV, Capitolo II. Carlo Denina. Torino 1809)
Alrico (X secolo – 1034) è stato un vescovo italiano.
È stato vescovo di Asti tra il 1008 ed il 1034.

## Biografia

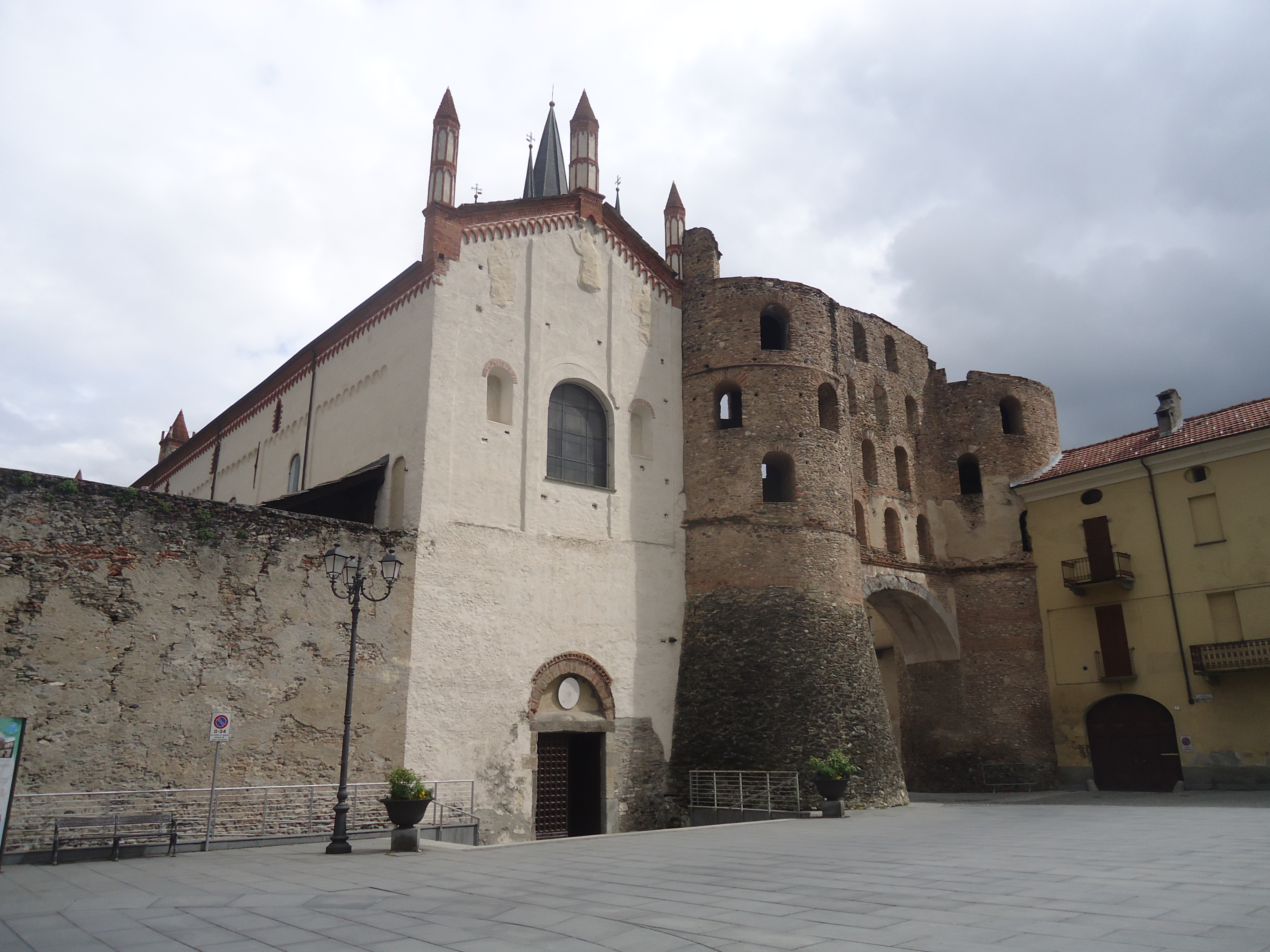
Cattedrale di San Giusto (Susa)

Un documento del 4 maggio 1034 cita l'anno come il 34º dell'episcopato di Alrico.
Che l'elezione fosse avvenuta nel 1008 è anche confermato da un documento rinvenuto da Vincenzo Promis, contenente una donazione fatta in quell'anno dal vescovo astigiano al monastero dei Santi Apostoli.
L'elezione di Alrico, diede luogo ad un'annosa controversia tra lui e l'arcivescovo di Milano Arnolfo.
L'imperatore Enrico, contrario alla politica del vescovo di Asti Pietro, depose il suddetto, consacrando al suo posto Alrico.
Alrico andò a Roma, dove ottenne da papa Giovanni XVIII la consacrazione.
Arnolfo, contrario a questa intromissione dell'imperatore, scomunicò Alrico, radunò l'esercito e mosse alla volta di Asti.
Giunto nei pressi della città, la cinse d'assedio sorprendendo Alrico ed il marchese Olderico Manfredi II, suo fratello.
L'assedio fece capitolare gli astigiani, l'arcivescovo depose Alrico, lo spogliò dei segni della sua carica (pastorale ed anello) e lo costrinse con Manfredi ad attraversare la città di Milano a piedi nudi fino alla sede metropolitana, dove i due vennero perdonati e Alrico ricevette nuovamente l'anello e il pastorale dalle mani dell'arcivescovo.
Ad Alrico va dato il merito di aver traslato il corpo di sant'Aniano nella omonima collegiata presso il Castello Vecchio di Asti e di aver fondato le abbazie di Caramagna Piemonte e di San Giusto di Susa.
L'intera comunità di Monforte, dalla contessa ai contadini, nel primo quarto dell'XI secolo era divenuta eretica. Intorno all'anno 1028 il castello venne assediato ed espugnato dalle forze dell'arcivescovo di Milano, Ariberto da Intimiano unite a quelle di Alrico. 
La popolazione, deportata a Milano venne qui costretta a scegliere tra l'abiura delle loro dottrine ed il rogo. La maggior parte scelse, coerentemente con le proprie idee, di non abiurare e di accettare la condanna a morte.
Alrico morì nella battaglia di Campomalo, combattendo tra le file dell'arcivescovo Ariberto d'Intimiano contro i valvassori ribelli. Secondo quanto narra Arnolfo di Milano, la morte del vescovo di Asti fu determinante per lo scontro, gettando nello sconforto Ariberto ed elevando il morale dei suoi avversari, che conquistarono la vittoria.

## Ascendenza
|                           |                    |           | Genitori |  |  | Nonni |  |  | Bisnonni           |  |  | Trisnonni           |  |
|                           |                    |           |          |  |  |       |  |  | Ruggero di Auriate |  |  | Arduino di Neustria |  |
|                           |                    |           |          |  |  |       |  |  | Ruggero di Auriate |  |  | Arduino di Neustria |  |
|                           |                    | …         |          |  |  |       |  |  | Ruggero di Auriate |  |  |                     |  |
| Arduino il Glabro         |                    |           |          |  |  |       |  |  | Ruggero di Auriate |  |  |                     |  |
|                           |                    | …         | …        |  |  |       |  |  |                    |  |  |                     |  |
|                           |                    | …         | …        |  |  |       |  |  |                    |  |  |                     |  |
|                           |                    | …         | …        |  |  |       |  |  |                    |  |  |                     |  |
| Olderico Manfredi I       |                    | …         |          |  |  |       |  |  |                    |  |  |                     |  |
|                           |                    | …         | …        |  |  |       |  |  |                    |  |  |                     |  |
|                           |                    | …         | …        |  |  |       |  |  |                    |  |  |                     |  |
|                           |                    | …         | …        |  |  |       |  |  |                    |  |  |                     |  |
| Immula                    |                    | …         |          |  |  |       |  |  |                    |  |  |                     |  |
|                           |                    | …         | …        |  |  |       |  |  |                    |  |  |                     |  |
|                           |                    | …         | …        |  |  |       |  |  |                    |  |  |                     |  |
|                           |                    | …         | …        |  |  |       |  |  |                    |  |  |                     |  |
| Alrico vescovo di Asti    |                    | …         |          |  |  |       |  |  |                    |  |  |                     |  |
|                           | Sigifredo di Lucca | Sigifredo |          |  |  |       |  |  |                    |  |  |                     |  |
|                           | Sigifredo di Lucca | Sigifredo |          |  |  |       |  |  |                    |  |  |                     |  |
|                           | Sigifredo di Lucca | …         |          |  |  |       |  |  |                    |  |  |                     |  |
| Adalberto Atto di Canossa | Sigifredo di Lucca |           |          |  |  |       |  |  |                    |  |  |                     |  |
|                           |                    | …         | …        |  |  |       |  |  |                    |  |  |                     |  |
|                           |                    | …         | …        |  |  |       |  |  |                    |  |  |                     |  |
|                           |                    | …         | …        |  |  |       |  |  |                    |  |  |                     |  |
| Prangarda di Canossa      |                    | …         |          |  |  |       |  |  |                    |  |  |                     |  |
|                           |                    | …         | …        |  |  |       |  |  |                    |  |  |                     |  |
|                           |                    | …         | …        |  |  |       |  |  |                    |  |  |                     |  |
|                           |                    | …         | …        |  |  |       |  |  |                    |  |  |                     |  |
| Ildegarda dei Supponidi   |                    | …         |          |  |  |       |  |  |                    |  |  |                     |  |
|                           |                    | …         | …        |  |  |       |  |  |                    |  |  |                     |  |
|                           |                    | …         | …        |  |  |       |  |  |                    |  |  |                     |  |
|                           |                    | …         | …        |  |  |       |  |  |                    |  |  |                     |  |
|                           |                    | …         |          |  |  |       |  |  |                    |  |  |                     |  |